# Hiéroglyphe égyptien M44
L'épine, en hiéroglyphes égyptiens, est classifiée dans la  section M « Arbres et plantes » de la liste de Gardiner ; cet hiéroglyphe y est noté M44.

## Représentation
Il représente une épine ou plus simplement un triangle. Il est translittéré spd.

## Utilisation
| s | r · t | M44 |

| s | r · t | M44 |

| s | p · d | M44 |

| s | p · d | M44 |

| M44 | Y1V |

| M44 | Y1V |

| t · X2 | T3 | M44 |

| t · X2 | T3 | M44 |

## Exemples de mots
| s | p · d | t | M44 |

| s | p · d | t | M44 |

| M44 | w | G13 |

| M44 | w | G13 |

| M44 | t | N14 |

| M44 | t | N14 |